# Jonathan Richards
Jonathan Richards, född den 31 mars 1954 i Birmingham, är en brittisk seglare.
Han tog OS-brons i Flying Dutchman i samband med de olympiska seglingstävlingarna 1984 i Los Angeles.